# Varbergs stadshotell
Varbergs stadshotell är ett hotell och spa i centrala Varberg. Det byggdes 1902 som stadshus.

## Historia
Under slutet av 1800-talet växte städerna i Halland mycket. Varberg växte med hela 48% mellan 1880 och 1890. En diskussion om ett stadshotell uppstod i stadsfullmäktige där Alfred Lundgren 1898 motionerade om att ett stadshotell skulle byggas. Detta utvecklades senare till tankar om ett stadshus med ett hotell samt andra verksamheter. Lundgren menade att:
| ”     | […] en sådan byggnad nu kan åstadkommas, utan att stadens invånare behöfva betungas med nya skattebördor: Det är nämligen tydligt, att, om byggnaden lägges på fördelaktig plats och förenas med ett tidsenligt hotell, vilket äfven ur synpunkten af Warberg som badort är nödvändigt, jemte andra till uthyrning lämpliga lokaler, densamma skall kunna inbringa icke endast erfoderlig ränta utan äfven amortera det i företaget nedlagda kapitalet. | „ |
| [ 2 ] | |   |

Arkitekt till byggnaden var Ola Anderson. Byggmästare Johannes Nilsson (som uppfört över 100 byggnader i Varberg) lämnade det bästa anbudet för uppförandet av byggnaden, 244 350 kronor. Stadshuset stod klart 1902. I Varbergsposten den 30 september 1902 berättas om invigningen av stadshuset. Under invigningen tackades Anderson och Nilsson:
| ”     | […] arkitekten Andersson [sic] för ospard möda, råd och upplysningar; åt byggmästare Nilsson för det högst förtjänstfulla sätt varpå han fullgjort sitt åtagande, och ej minst för hans omtanke att för specialarbeten anlita de skickligaste fackmän | „ |
| [ 4 ] | |   |

Totalt kostade byggnationen av stadshuset 405 891:46 kronor. Utöver det spenderades 43500 kronor på inköp av tomterna. Detta finansierades bland annat av ett lån på 300 000 kronor som togs i Skandinaviska Kreditaktiebolaget i Göteborg.
År 1954 flyttades stadsförvaltningen till det gamla Läroverket, som fortfarande används som stadshus. År 2001 invigdes Asia Spa, som fortfarande finns i hotellet.